# 夢絆
「夢絆」（きずな）は近藤真彦の17作目のシングル。1985年6月5日にCBS・ソニーから発売された。

## 解説
TBSテレビ系列『ザ・ベストテン』では、1984年6月の「ケジメなさい」以来、3作品ぶりに第1位に返り咲いた。
近藤のロゴマークMK入りの特製ペーパースリーブ仕様。
1989年3月21日、CBS・ソニー創立20周年企画盤「Platinum Single SERIES」の一枚としてカップリングを『ヨイショッ！』に差し替えた8cmCDが発売。

## 収録曲
1. 夢絆
作詞：売野雅勇／作曲：鈴木キサブロー／編曲：チト河内
2. 夢の長距離バス
作詞：伊達歩／作曲・編曲：馬飼野康二

## 12インチシングル
1985年12月1日、近藤初の12インチシングルとして発売された。
NEW VERSIONには、間奏部に「スニーカーぶる〜す」のイントロと、「ブルージーンズメモリー」の歌詞の一節がサンプリングされている。
カップリング曲の「BLUE CITY」は、甲斐よしひろが本名名義で楽曲を提供した。

### 収録曲（12インチシングル）

#### DIAMOND SIDE
1. 夢絆（NEW VERSION）
作詞：売野雅勇／作曲：鈴木キサブロー／編曲：戸塚修／ギター演奏：松下誠・田中一郎

#### DRIVING SIDE
1. BLUE CITY
作詞・作曲：甲斐祥弘／編曲：チト河内